# Cuco Martina
Rhu-endly Aurelio Jean-Carlo Martina (Roterdão, 25 de setembro de 1989) é um futebolista profissional curaçauense que atua como lateral-direito. Atualmente, defende o Everton.
Nascido e crescido nos Países Baixos, representa Curaçau a nível internacional. Jogou anteriormente por Feyenoord, RBC Roosendaal, RKC Waalwijk e Twente.

## Vida pessoal
Cuco é natural de Roterdã. Cresceu no sul da cidade com sua mãe, irmãos e irmã. Não conheceu o pai, e diz que seu irmão mais velho era então como um pai para ele. Seus irmãos Derwin e Javier também são futebolistas.

## Clubes
Cuco jogou pelas categorias de base do Feyenoord. Ele jogou subsequentemente pelos clubes RBC Roosendaal, RKC Waalwijk e Twente.
Assinou um contrato de dois anos com o clube inglês Southampton, em 7 de julho de 2015. Reserva não utilizado na partida de ida, estreou pelo clube na volta da terceira ronda qualificatória da Liga Europa da UEFA contra o Vitesse, jogando os 90 minutos da vitória por 2 a 0, em 6 de agosto.
Três dias depois, fez sua primeira partida da liga, jogando como substituto de Cédric Soares no empate em 2 a 2 frente o Newcastle United. Cuco se tornou o primeiro jogador da seleção de Curaçau a jogar pelo Southampton e o segundo a jogar pela Premier League atrás de Shelton Martis em 2009, então no West Brom.
Em 26 de dezembro de 2015, em sua primeira partida da liga como titular, marcou seu primeiro gol pelos Saints, este sendo um chute de fora da área para abrir a vitória por 4 a 0 contra o Arsenal. Com isso, se tornou o primeiro curaçauense a marcar um gol na Premier League.

## Seleção nacional
Cuco fez sua estreia internacional por Curaçau em 9 de agosto de 2011, na primeira partida da seleção desde a dissolução das Antilhas Neerlandesas. Jogou o primeiro tempo do amistoso contra a República Dominicana, que terminou em derrota por 1 a 0, antes de ser substituído por Kenny Kunst. Jogou posteriormente nas partidas qualificatórias para as Copas do Mundo de 2014 e 2018.
Ele integrou a Seleção Curaçauense de Futebol na Copa Ouro da CONCACAF de 2017.

## Estilo de jogo
Cuco joga primariamente como um lateral-direito, mas pode jogar também na posição de zagueiro.